# Κ̔
Cette page contient des caractères spéciaux ou non latins. S’ils s’affichent mal (▯, ?, etc.), consultez la page d’aide Unicode.
Le kappa esprit dur, κ̔, est une lettre grecque additionnelle utilisée dans l’écriture du tsakonien par certains auteurs.

## Utilisation
Thanasis Costakis et d’autres auteurs utilisent le kappa esprit dur ‹ κ̔ › en tsakonien pour transcrire une consonne occlusive vélaire sourde aspirée [kʰ].

## Représentations informatiques
Le kappa esprit dur peut être représente avec les caractères Unicode suivants (grec et copte, diacritiques):
| formes    | représentations | chaînes de caractères | points de code | descriptions                                                         |
| --------- | --------------- | --------------------- | -------------- | -------------------------------------------------------------------- |
| capitale  | Κ̔               | Κ◌̔                    | U+039A U+0313  | lettre majuscule grecque kappa diacritique virgule culbutée suscrite |
| minuscule | κ̔               | κ◌̔                    | U+03BA U+0314  | lettre minuscule grecque kappa diacritique virgule culbutée suscrite |